# Xã L'Anse, Michigan
Xã L'Anse (tiếng Anh: L'Anse Township) là một xã thuộc quận Baraga, tiểu bang Michigan, Hoa Kỳ. Năm 2010, dân số của xã này là 3.843 người.